# Couserans

Lage der historischen Grafschaft bzw. Provinz Couserans

Das Couserans (okzit-gasgon: Coserans) ist eine historische Provinz Südfrankreichs, die die westliche Hälfte des heutigen Département Ariège umfasst, entsprechend dem Arrondissement Saint-Girons. Der Name dieser Region leitet sich von einem dort in der Antike ansässigen Volk ab, das von den Römern Consoranni genannt wurde.
Geografisch wird das Couserans von den Pyrenäen im Süden, von dem Fluss Arize im Osten und dem Tal des Flusses Salat im Westen umgrenzt. Hauptort ist Saint-Girons, der an der Grenze vom Tiefland (Bas-Couserans) in das Hochland (Haut-Couserans) der Region liegt.

## Bistum Couserans

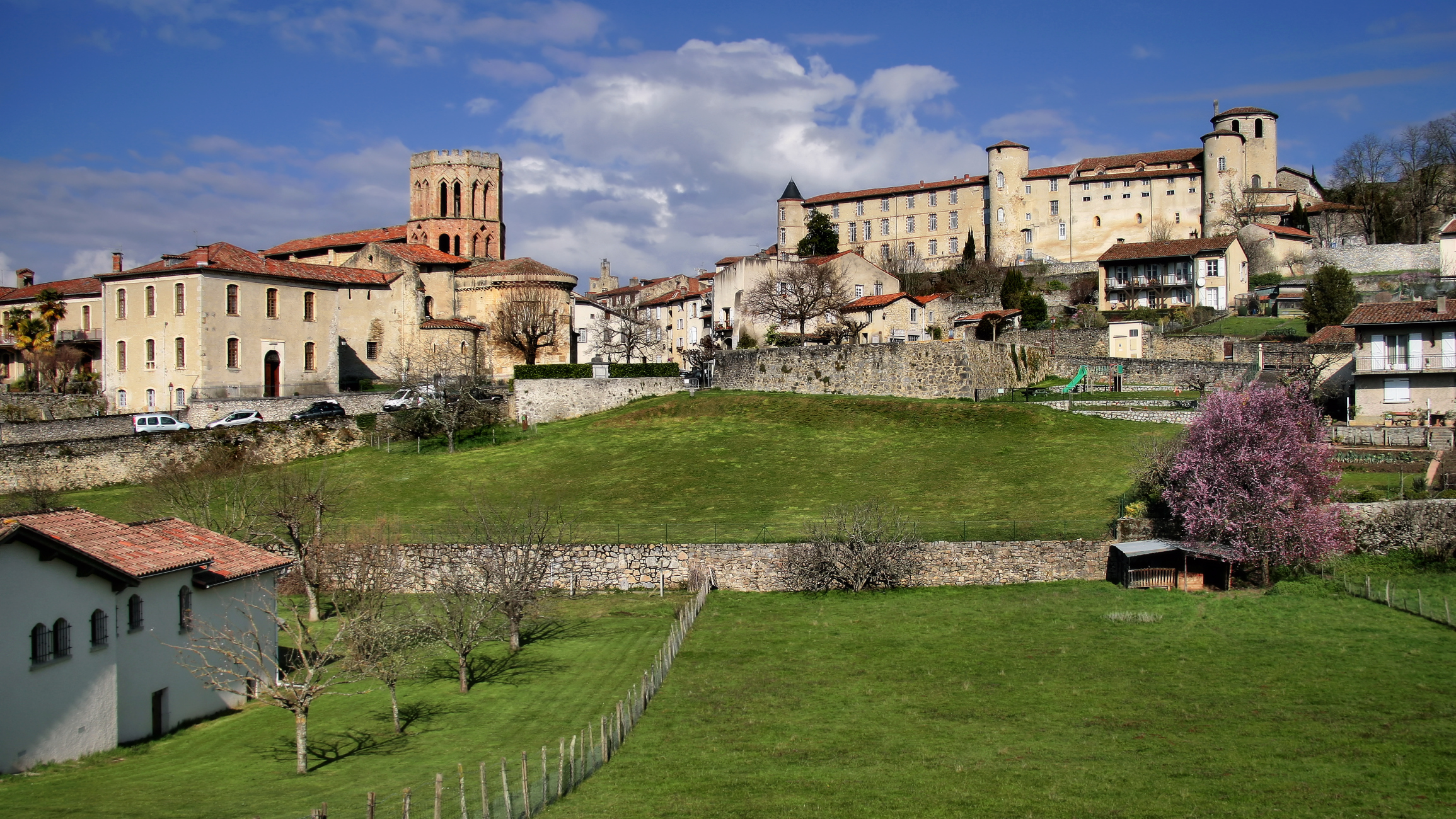
Kathedrale und Bischofspalast in Saint-Lizier

Seit dem 5. Jahrhundert existierte ein Bistum Couserans mit Sitz in Saint-Lizier; als erster Bischof gilt ein gewisser Valerius. Das Bistum wurde im Jahr 1801 durch das Konkordat zwischen Napoleon und dem Heiligen Stuhl aufgelöst. 

## Grafschaft Couserans
Zu Beginn des hohen Mittelalters war das Couserans eine Grafschaft, die in ihrem damaligen Umfang dem gesamten heutigen Département Ariège entsprach. Sie befand sich seit dem 12. Jahrhundert im Besitz des Hauses Comminges, der in Comminges regierenden gräflichen Familie, an deren Anfang die Brüder Roger I. und Arnaud I. standen, wobei das Couserans dem letzteren gehörte. Durch die Ehe Arnauds mit der Erbin der Grafschaft Carcassonne stieg die Familie unter dessen Sohn Roger dem Alten zu einer der führenden Häuser in der Region des Languedoc auf. Nach dem Tod des Grafen Bernard Roger wurde die Grafschaft aber unter dessen Söhnen geteilt. Während der Älteste Roger I. den östlichen Teil mit der Hauptstadt Foix erhielt, bekam der Jüngere Peter Bernard den Rest von Couserans im Westen. Der Name Couserans sollte fortan mit diesem Territorium verbunden bleiben.
Obwohl Roger I. von Foix ohne Erben starb und das Land um Foix an dessen Neffen Roger II., dem Sohn Peter Bernards, fiel, sollte dieser jedoch den Titel eines Grafen von Foix weiterführen. Das Couserans blieb für die nächsten Jahre ein Teil der Domäne dieser Grafschaft.

Wappen von Couserans

### Grafen von Couserans aus dem Haus Comminges
- Arnaud I. († um 957), Graf von Couserans und eines Teils von Comminges
- Roger der Alte († 1012), Graf von Couserans und Carcassonne und eines Teils von Comminges, Herr von Foix
- Bernard Roger († 1034), Graf von Couserans, Herr von Foix
- Peter Bernard († 1071), Graf von Couserans

## Vizegrafschaft Couserans
Zu Beginn des 12. Jahrhunderts gelang es den Grafen von Comminges, ihre Macht in das Couserans auszudehnen. Um das Jahr 1180 übergab Graf Bernard IV. von Comminges den dort gehaltenen Besitz einem Roger mit vizegräflichen Rechten, die eine Vasallität Rogers und seiner Nachkommen zum Hause Comminges bekräftigen sollte. Nach Dutil war Roger ein jüngerer Bruder Bernards; Schwennicke hingegen sieht ihn als Angehörigen der Familie der Vizegrafen von Carcassonne, die wiederum zu dieser Zeit von der Familie Trencavel gestellt wurden, ohne die genaue Verwandtschaft anzugeben.

### Haus Comminges
- Roger I. († 1211)
- Roger II.  († 1257), Sohn seines Vorgängers, durch Ehe Graf von Pallars Sobirà
- Roger III. († um 1267), Sohn seines Vorgängers
- Arnaud I., gen. d’Espagne († um 1310), Sohn seines Vorgängers
- Roger IV., Sohn seines Vorgängers
- Raimund Roger I. († 1392), Sohn seines Vorgängers
- Johann Roger I., Sohn seines Vorgängers
- Raimund Roger II. († 1425), Sohn seines Vorgängers
- Johann Roger II. († 1446), Bruder seines Vorgängers
- Eleonore, Tochter von Raimund Roger II.

### Haus Foix-Rabat
Das Haus Foix-Rabat ist eine Bastardlinie des Hauses Comminges
- Johann I. (II.) († 1480), Ehemann von Eleonore, Sohn des Herren Johann I. von Foix-Rabat
- Roger V. († 1508), Sohn seines Vorgängers
- Corbeyrand II. († 1510), Bruder seines Vorgängers
- Germain. († 1515), Bruder seines Vorgängers
- Johann II. († um 1530), Sohn seines Vorgängers
- Johann Paul († 1560), Sohn seines Vorgängers
- Françoise († 1600), Tochter ihres Vorgängers, verheiratet mit François de Mauléon, Baron de la Cour

In der Folgezeit war der Titel eines Vizegrafen von Couserans im Besitz der Familien von Modave und Polignac. Die letzte Erbin Alexandrine de Polignac emigrierte nach der französischen Revolution im Jahr 1792 aus Frankreich. Ihr Ehemann Louis-Joseph-Jean-Baptiste de La Boissière, Comte de Chambors, war einer der drei Abgeordneten des Couserans für die Generalstände von 1789 und später General in der Revolutionsarmee und im Heer Napoleons.